# Tom Clancy's Ghost Recon 2
Tom Clancy Ghost Recon 2 (En español Tom Clancy Reconocimiento Fantasma 2) es un videojuego perteneciente al género de disparos táctico desarrollado por la empresa Red Storm Entertainment y publicado por Ubisoft para las consolas Xbox, PlayStation 2 y GameCube. Se planeó una versión de Microsoft Windows, pero se canceló en abril de 2005 en favor del Tom Clancy's Ghost Recon Advanced Warfighter. Es una continuación directa del videojuego de 2001, Tom Clancy's Ghost Recon.
El juego tiene lugar en la Península de Corea, con ligeras variaciones entre plataformas. La campaña de GameCube y PS2 ocurre en 2007, mientras que la campaña de Xbox se establece en 2011. Ghost Recon 2 tiene un motor de gráficos actualizado, el motor de física Havok 2, nuevas opciones multijugador y capacidad de comando de voz a través del micrófono.

## Jugabilidad
En la campaña para un jugador, el jugador asume el rol del líder del equipo fantasma, el capitán Scott Mitchell; Mitchell es descrito como "un soldado consumado", es un veterano de varios conflictos armados y puede usar armamento de cualquier clase de soldado, incluidos rifles de asalto, carabinas, ametralladoras, rifles de francotirador y más. En varias misiones, el jugador se inserta solo y debe completar la misión sin ayuda de los otros Fantasmas. Tales misiones prestan asistencia en forma de ataques aéreos que el jugador puede invocar.

### Multijugador
Hay varias variaciones del modo multijugador en Ghost Recon 2. Los juegos cooperativos están disponibles en los modos misión de la campaña, batalla, defensa, tiroteo, guarnición, reconocimiento y exploración, en los que los jugadores deben trabajar juntos para lograr un objetivo único. El modo Guarnición, por ejemplo, es cuando los jugadores deben mantener a las tropas enemigas fuera de un área marcada, durante un tiempo designado.
Los modos adversos se dividen en dos categorías; Solo, donde los jugadores trabajan por separado, generalmente uno contra el otro, y escuadrón, donde los jugadores se dividen en equipos opuestos.

## Argumento
El lanzamiento del videojuego de PlayStation 2 y GameCube tiene una trama completamente diferente a la de la versión de Xbox. También está conectado periféricamente a la trama de Splinter Cell: Chaos Theory.

### PlayStation 2 / GameCube (2007: primer contacto )
En julio de 2007, Corea del Norte enfrenta una gran agitación como resultado de una gran hambruna que azotó al país. Para reparar al menos el daño, el gobierno redirige gran parte del presupuesto militar a proyectos cívicos. La reprogramación de los fondos irrita al comando del Ejército Popular de Corea, lo que hace que el general Jung Chong-sun planee un golpe de Estado contra el gobierno y pone a los militares en alerta máxima para combatir en la zona desmilitarizada. Desde que un misil Silkworm que hundió el barco de inteligencia de la Armada estadounidense, el USS Clarence E. Walsh (CG-80) provino de una batería de misiles norcoreana, los EE. UU. Deciden desplegar los a Fantasmas y atacar detrás de las líneas norcoreanas. Las misiones incluyen atacar una base aérea de Corea del Norte, ir tras un derribo de un transporte OH-58 Kiowa, y evitar el plan de Jung de volar una presa justo aguas arriba de la zona desmilitarizada. Tras haber infligido suficientes daños a los norcoreanos, Pyongyang retrocede.
Sin embargo, cuatro meses después, uno de los subordinados de Jung, el general Paik, activa un misil Taepodong-2 cargado con múltiples cabezas nucleares y se prepara para lanzarlos contra Corea del Sur y los países de la OTAN. Los fantasmas son enviados de regreso a Corea del Norte para destruir el misil. Con la destrucción del misil, Paik se suicida mientras Jung trama venganza.

### Xbox (2011: asalto final )
Habiéndose recuperado de los reveses del primer juego, Jung lidera el KPA en una rebelión una vez más y obtiene acceso al arsenal nuclear de Corea del Norte. Ahora listo para la venganza, Jung se prepara para lanzar una nueva Guerra de Corea e involucrar a otros países asiáticos en el caos. La OTAN y los Estados Unidos, más Australia, despliegan una fuerza de mantenimiento de la paz en la región. Los fantasmas regresan al teatro por tercera vez y causan estragos entre las fuerzas norcoreanas. Determinado a luchar contra Occidente y aplastar la disidencia entre la población norcoreana, Jung ataca algunas de las ciudades más grandes de Corea del Norte, como Sinpo y Hyesan. Con los ataques de los Fantasmas minando a los norcoreanos de combustible, Jung se desespera más en ganar la guerra, y en una misión, los Fantasmas tienen que capturar tres ojivas nucleares de un tren antes de que lleguen a las áreas pobladas por civiles.
Ahora sin opciones, Jung lidera la captura de una presa cerca de Hamhung e instala una ojiva nuclear. Los fantasmas atacan una vez más para detener la amenaza y eliminar al general.

## Paquetes de expansión

### Ghost Recon 2: Summit Strike
Tom Clancy's Ghost Recon 2: Summit Strike es un paquete de expansión independiente para Ghost Recon 2 disponible exclusivamente en Xbox. Summit Strike incluyó 11 nuevas misiones para un jugador, así como nuevas armas (como el FN SCAR) y un juego multijugador ampliado. Fue lanzado el 2 de agosto de 2005.

## Recepción
A fines de 2004, después de siete semanas de disponibilidad, Ghost Recon 2 había vendido 1.4 millones de copias.
Ghost Recon 2 recibió una recepción desde muy positiva a mixta. GameRankings y Metacritic le dieron una puntuación de 82.67% y 80 de 100 para la versión de Xbox; 63.34% y 58 de 100 para la versión de PlayStation 2; y 48.67% y 54 de 100 para la versión de GameCube.
El juego fue criticado por el gobierno de Corea del Norte por su historia.